# 国鉄443系電車
国鉄443系電車（こくてつ443けいでんしゃ）は、日本国有鉄道（国鉄）が1975年（昭和50年）に製造した、電気検測用の事業用交流直流両用電車である。

## 概要
日本全国の鉄道の架線と信号の検測の精度強化や作業の省力化を目的として、旧型車両の置き換えのために1975年6月から7月にかけて2編成4両が近畿車輛で製造された。
架線を検測することから、直流、交流（50・60Hz両用）のどちらにも対応できるよう交直流電車として設計され、列車の特殊性と乗務員の視認性や安全性を考慮して、後述のように当時製造されていた183系、485系やキヤ191系らをベースに設計された。

## 構造

### 車体
架線検測を行うクモヤ443形と、信号検測を行うクモヤ442形の2両編成で構成される。建築限界の小さい身延線にも走行可能にするため、低屋根構造の車体とした。
外観は同時期に製造されたキヤ191系に準じており、当時の特急形電車の前頭部・走行機器と、急行形電車並の車体を組み合わせた形態で、側窓は上下2段のユニット窓（外ハメ式）となっている。
車体塗色は当時の交直流電車の標準色であったピンク（赤13号）とクリーム（クリーム4号）の塗り分けとなっている。前面には警戒色の目的でクリーム色が配されているが、特急形の矢羽模様同様、側面まで回りこんでいる。様々な運用をこなす必要から、両端には双頭連結器が備えられている。

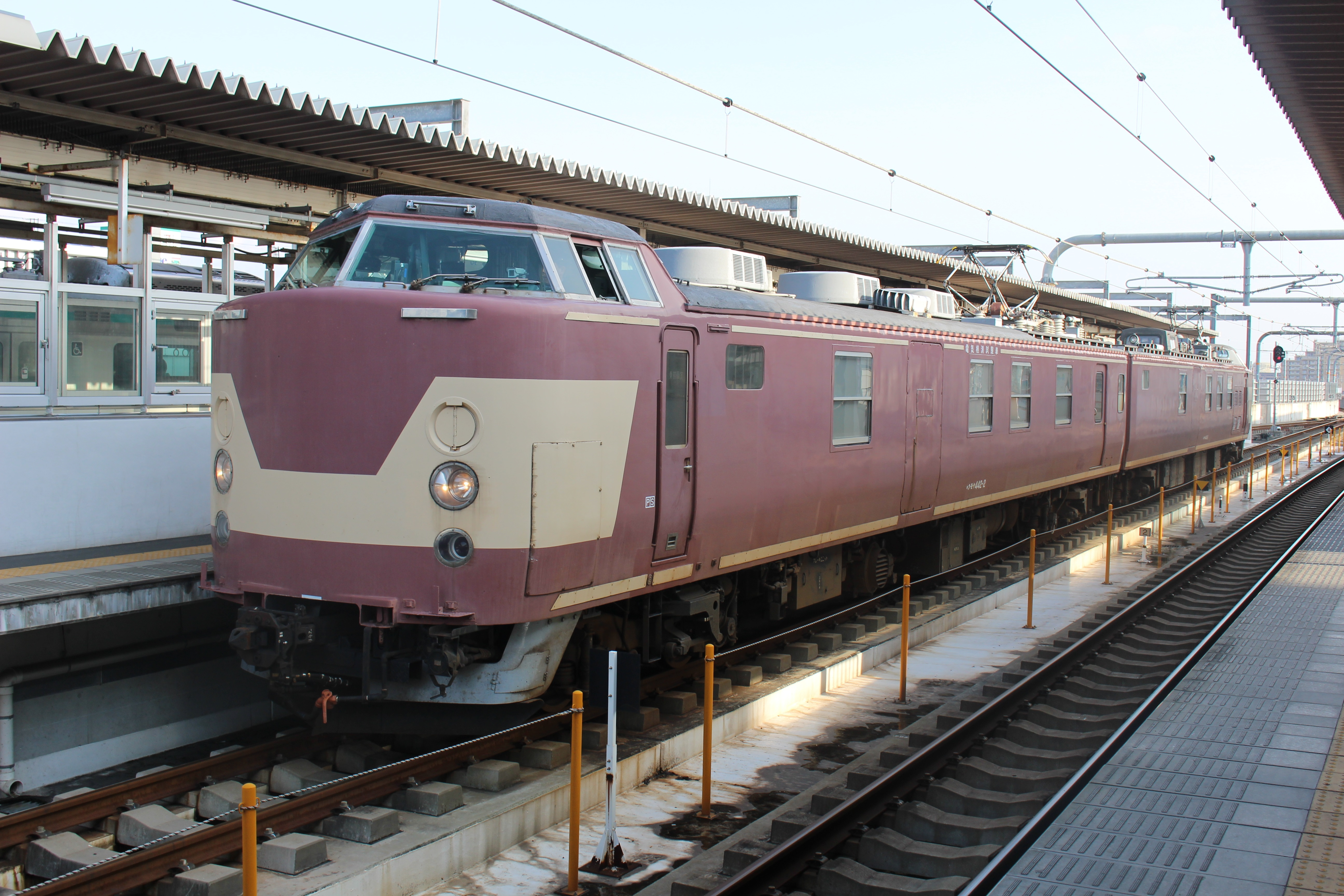
クモヤ442形（クモヤ442-2） （2015年1月27日 / 加古川駅）
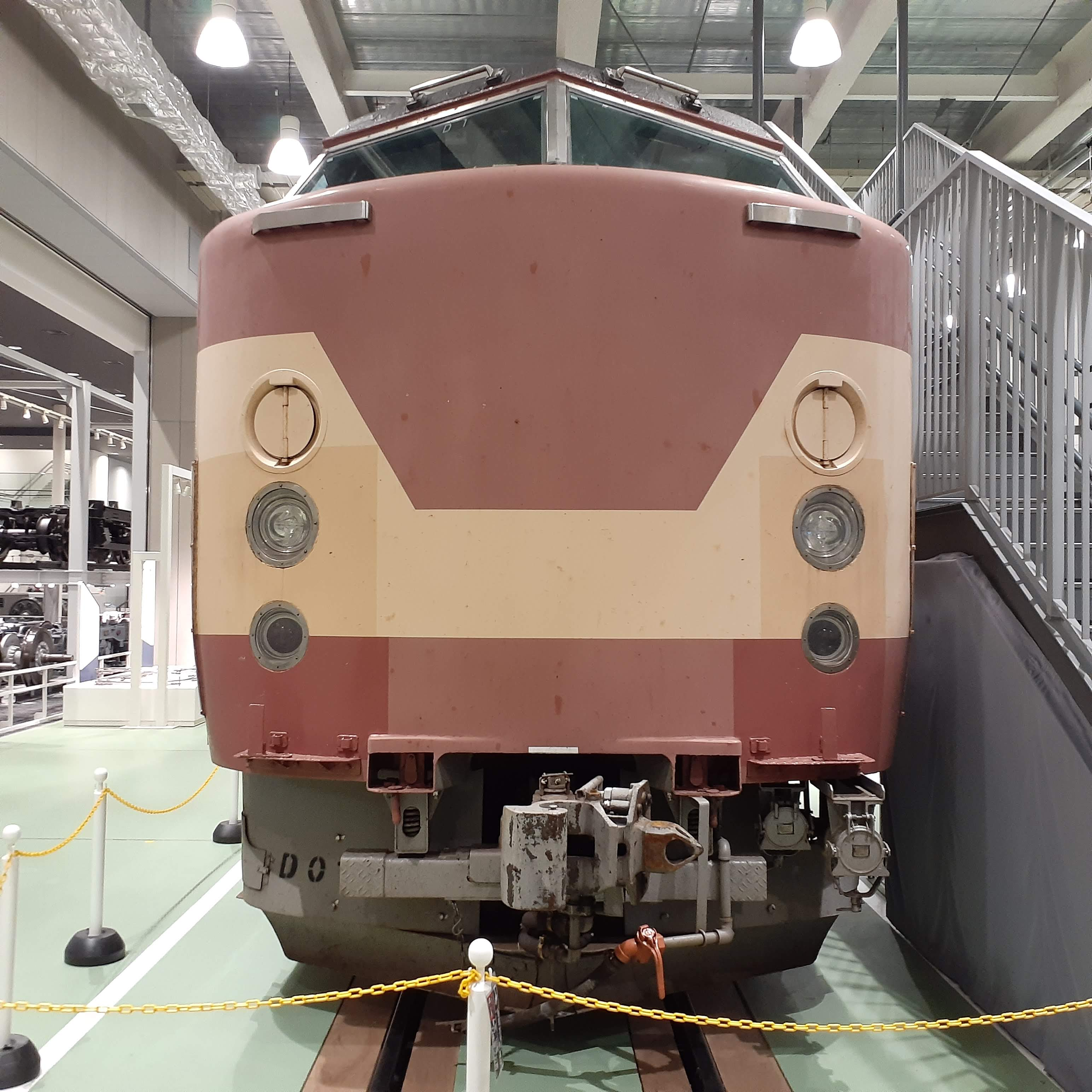
先頭車正面、双頭連結器が装備されている。
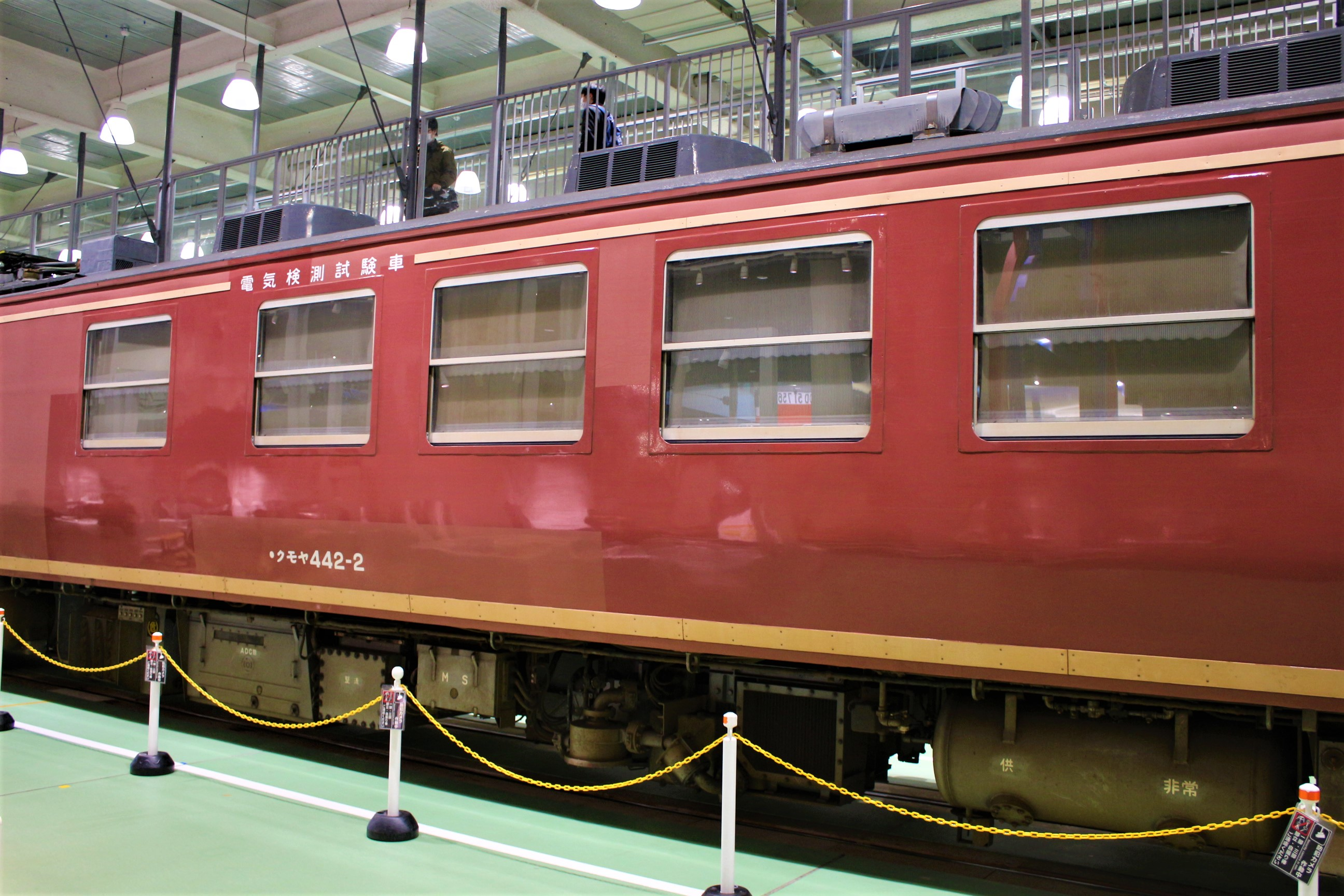
急行形電車並の車体 （2020年12月19日 / 京都鉄道博物館）
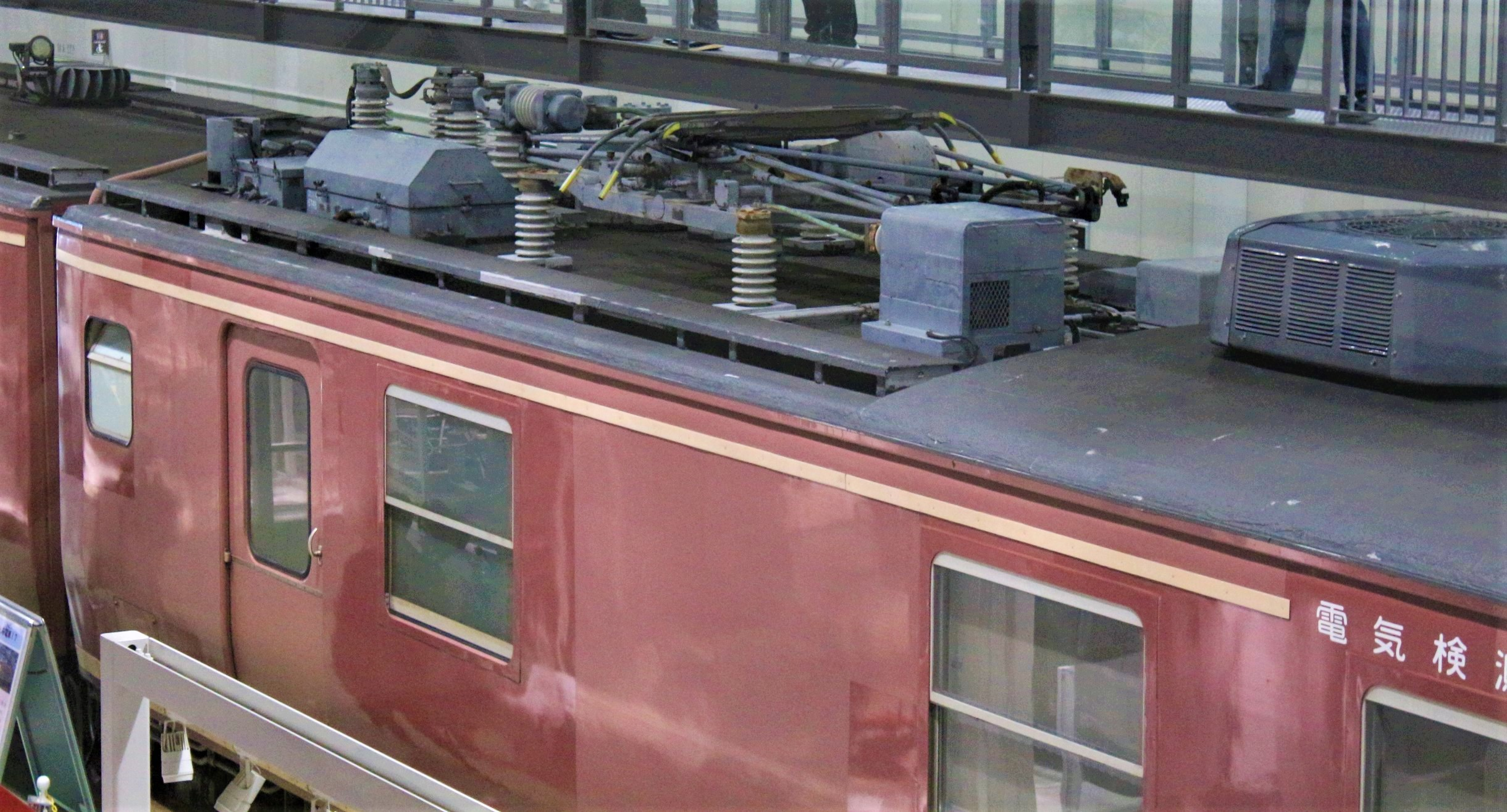
パンタグラフ部の低屋根構造 （2020年12月19日 / 京都鉄道博物館）

### 機器類
架線については、検測室内パネル上の切替スイッチにより、直流、交流(50/60 Hz)の計測が可能であり、また測定室内の天井部には速度計を備え、測定中の速度確認が可能である。クモヤ443形は架線検測を行う関係で屋根に冷房装置が取り付けておらず、屋上冷房装置は下り方のクモヤ442形のみに取り付けられ、クモヤ443形は床置き型のAU41形が設置されている。

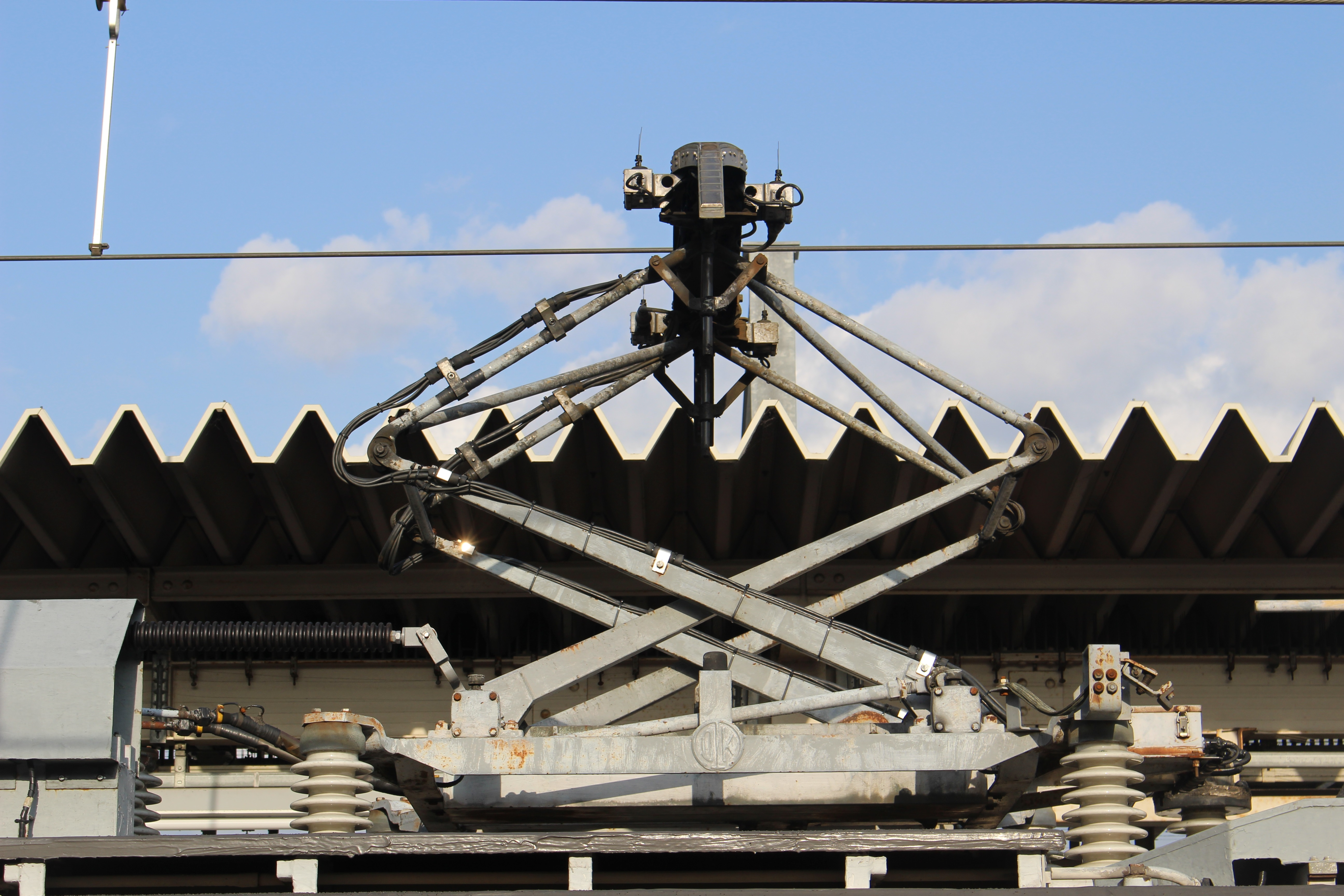
クモヤ443形検測用パンタグラフ
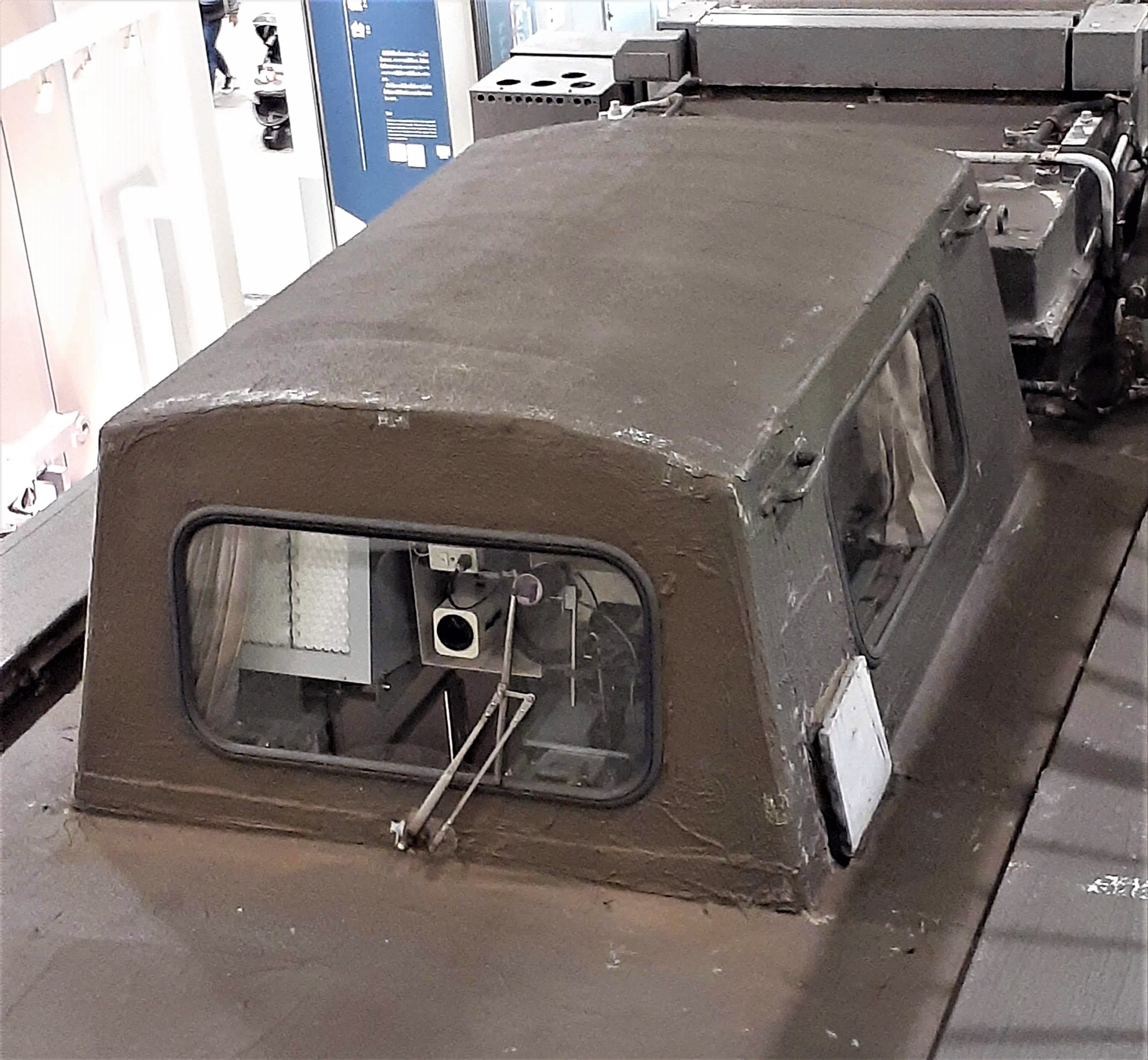
クモヤ443-2の架線検測窓
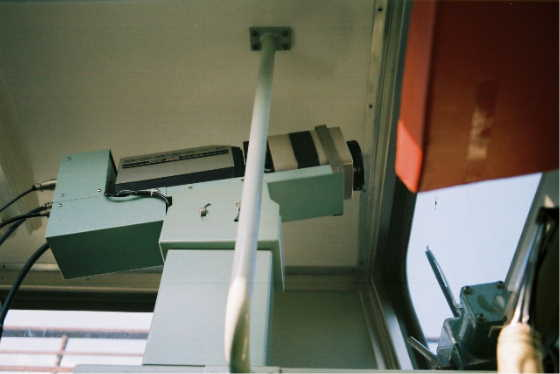
クモヤ443-2の架線検測窓に設置された架線検測用カメラ/1980年代前半
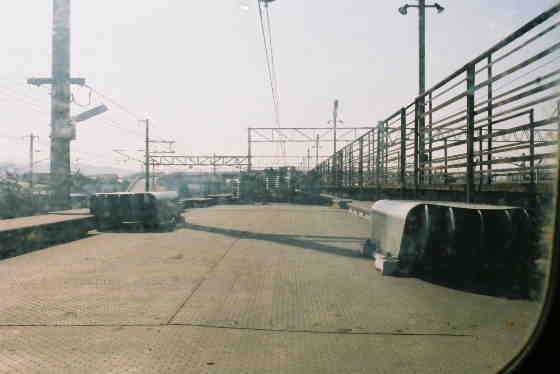
架線検測窓からの眺望/1980年代前半 検測しやすいよう屋根上機器は最低限の物しかない
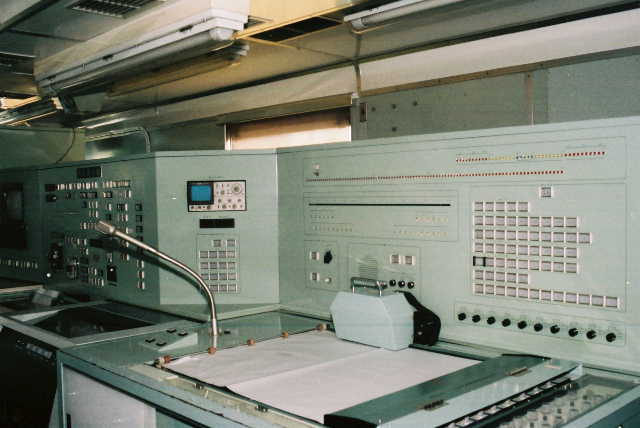
クモヤ443-2の検測機器/1980年代前半 左上天井に速度計が見える
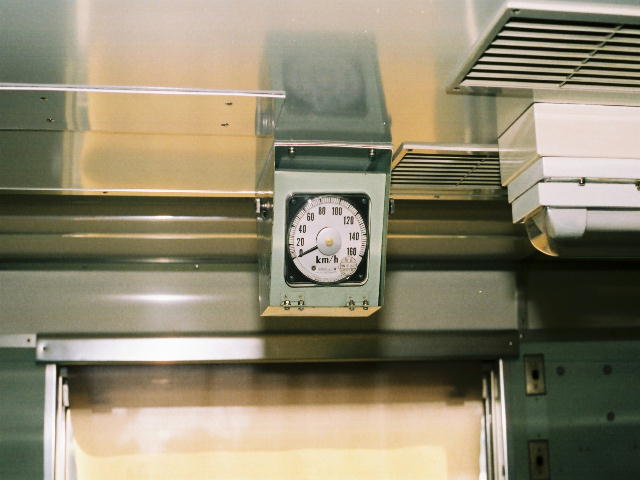
クモヤ443-2の室内天井に取り付けられた速度計
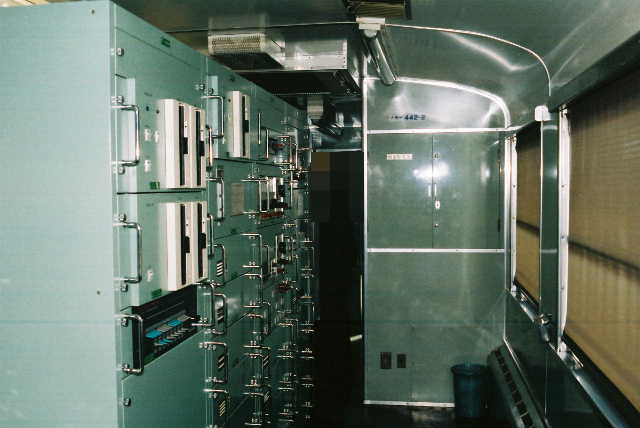
クモヤ442-2の車内/1980年代前半 信号検測用の各種機器が所狭しと並ぶ

## 運用

### 第1編成
第1編成（クモヤ443-1+クモヤ442-1）は勝田電車区（現：勝田車両センター）に配置され、JR東日本に継承された。2003年（平成15年）、E491系に置き換えられ廃車された。

### 第2編成

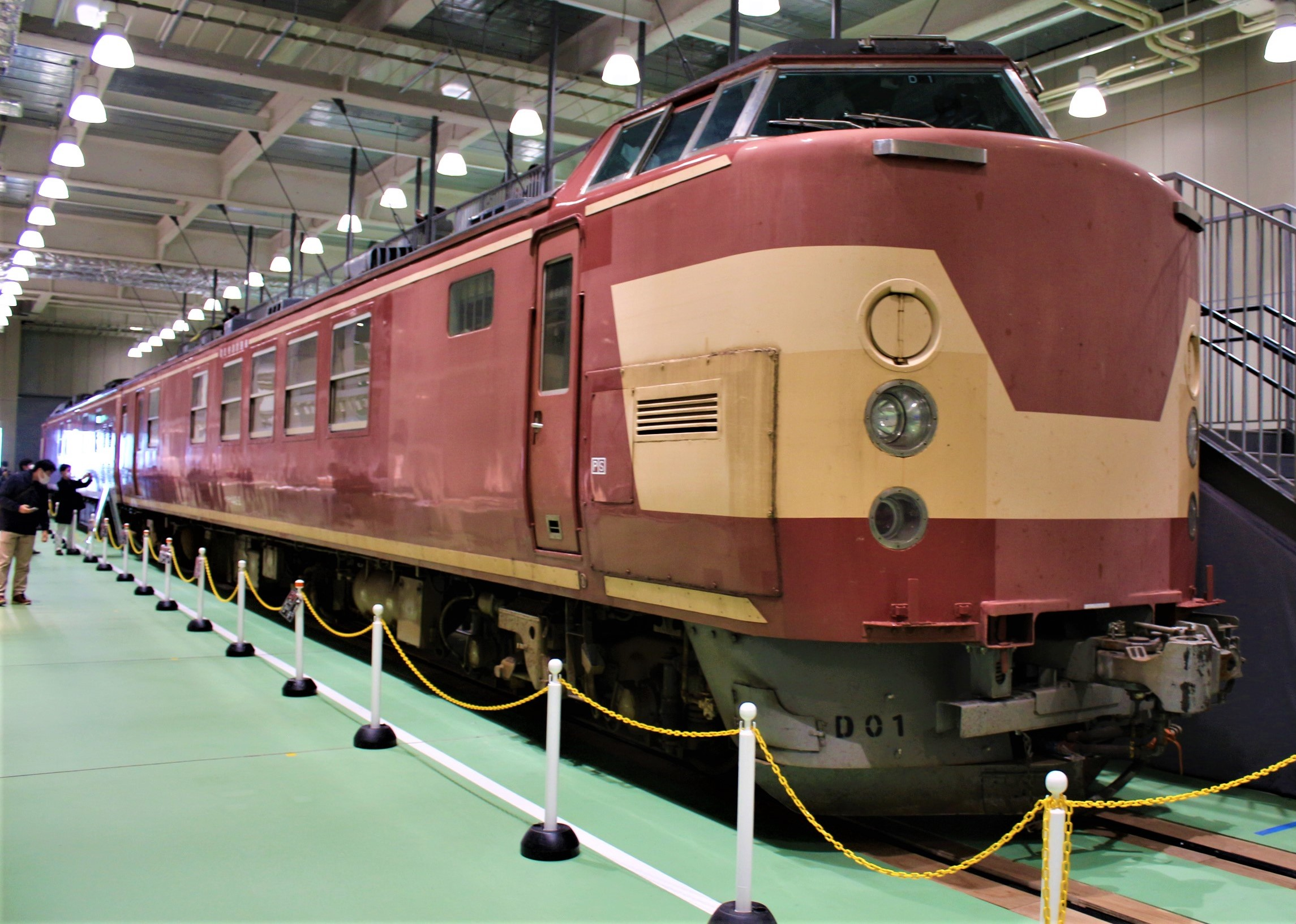
京都鉄道博物館で展示された第2編成

第2編成（クモヤ443-2+クモヤ442-2）は向日町運転所（→京都総合運転所→現：吹田総合車両所京都支所）に配置され、JR西日本に継承された。JR西日本管内の各電化路線のほか、JR四国・JR九州の電化路線に加えて一部の第三セクター鉄道（肥薩おれんじ鉄道線・IRいしかわ鉄道線・あいの風とやま鉄道線・えちごトキめき鉄道日本海ひすいライン・京都丹後鉄道宮福線）での検測も行った。過去には富山地方鉄道や、国鉄時代には後にJR東海に継承された路線でも検測を行っていた。
2016年（平成28年）3月から4月にかけて約7年ぶりに全般検査に入り、塗装・車体・台車・車内や床下機器などが更新され、スカートに編成番号「D1」が付けられた。
2020年12月には京都鉄道博物館で特別展示が行われた。
その後、2021年（令和3年）7月の九州・中国地方の検測をもって引退し、同年7月15日付で廃車となった。同年8月に吹田総合車両所本所に回送され、同年内に解体された。本形式に搭載されていた電気検測設備は、後継となるDEC741形に移設されている。